# Emmanuel Coelho Netto
Emmanuel Coelho Netto ou simplesmente Mano, (Rio de Janeiro, 28 de julho de 1898 – Rio de Janeiro, 30 de setembro de 1922) foi um futebolista brasileiro que atuou como atacante.

## Biografia
Filho do escritor Coelho Netto e irmão mais velho do também futebolista João Coelho Netto, o Preguinho, Mano veio morrer depois de um traumatismo ocorrido em confronto contra o São Cristóvão no qual o Fluminense venceu por 2 a 1, mesmo sentindo fortes dores no abdômen, que lhe causou infecção generalizada, vindo a morrer na véspera de confronto entre a Seleção Brasileira e a Seleção Uruguaia pelo Campeonato Sul-Americano de Futebol de 1922, quando a Seleção Brasileira jogou com braçadeiras negras em sua homenagem, aos 24 anos.
Sua família morava em frente ao campo do Fluminense desde 1904, único clube que defendeu em sua exitosa carreira, vendo o clube ali recém instalado, crescer.
A partir de 1915, Mano e Georges, os dois filhos mais velhos, competiram pelo Fluminense nos segundo e terceiro quadros. Com a criação do time infantil em 1916, Paulo e João Coelho Netto (que ganharia o apelido de Preguinho) também passaram a defender o  Tricolor, sagrando-se campeões cariocas do primeiro campeonato infantil do Rio de Janeiro, aumentando ainda mais os vínculos da família Coelho Netto com o Fluminense.

## Carreira
Pelo Flu, Mano disputou 73 partidas oficiais, marcando 10 gols, entre 1915 e 1922.

## Morte
Morreu em 30 de setembro de 1922 de infecção generalizada após receber uma forte pancada no abdômen.

## Títulos
Fluminense
- Campeonato Carioca: 1917, 1918 e 1919